# Gouzoublam Foulbe
Gouzoublam Foulbe (ou Gouzoublame, Gouzouboulame) est une localité du Cameroun située dans l'arrondissement de Bogo, le département du Diamaré et la région de l’Extrême-Nord. Elle fait partie du lawanat de Guinelaye.

## Population
En 1975, la localité comptait 315 habitants, 248 Peuls et 67 Mousgoum.
Lors du recensement de 2005, on y a dénombré 845 personnes.